# Delta Aquilae
Delta Aquilae (δ Aql / 30 Aquilae) es una estrella de la constelación del Águila que se encuentra a unos 50 años luz del sistema solar. Hasta principios del siglo XIX formaba parte de la constelación de Antínoo, hoy descartada, situada al sur del Águila.
Ocasionalmente recibe el nombre de Denebokab, «la cola del águila» en árabe.

## Características
Delta Aquilae es una subgigante amarilla de tipo espectral F0IV con una temperatura superficial de 7610 K.
Es 8,9 veces más luminosa que el Sol y su radio es 1,5 veces más grande que el radio solar.
Gira sobre sí misma con una velocidad de rotación proyectada de 88 km/s, lo que implica un período de rotación igual o inferior a 0,9 días.
Tiene una masa estimada de 1,65 masas solares.

## Posibles acompañantes
En cuanto a los posibles acompañantes que puede tener Delta Aquilae no hay unanimidad al respecto. En primer lugar parece ser una estrella binaria astrométrica, es decir, desviaciones en su movimiento pueden deberse a una compañera. Ésta tendría un período orbital de 3,422 años y estaría a 0,9 UA de la estrella principal. En segundo lugar, variaciones en el espectro de la única estrella visible llevaron a pensar que Delta Aquilae era a su vez una binaria espectroscópica, con un período orbital de 3,77 horas. Sin embargo, posteriores estudios achacan estas variaciones a ligeras pulsaciones de la propia estrella. Finalmente hay que señalar que Delta Aquilae puede ser una estrella variable Delta Scuti, con un único período medido de 1,05 días y una variación de sólo 0,003 magnitudes.